# Кузнецов, Максим Романович
Макси́м Рома́нович Кузнецо́в (род. 24 марта 1977, Павлодар, Казахская ССР, СССР) — хоккеист, защитник. В 1995 году стал первым выходцем из Казахстана, которого выбрали в первом раунде драфта НХЛ, а в 2002-м году стал первым из казахстанцев обладателем Кубка Стэнли.

## Биография
Начинал играть в детско-юношеской хоккейной секции «Восход» в Павлодаре, «домашней ареной» которой была открытая хоккейная коробка в одном из спальных районов промышленного северо-казахстанского города. Затем последовал переезд в Усть-Каменогорск — в школу местного «Торпедо», спустя некоторое время оказался в школе московского «Динамо». Приглашался в юношескую сборную СНГ. На высшем уровне в российском чемпионате дебютировал в 17-летнем возрасте в сезоне 1994/95, в составе «Динамо» (Москва) стал победителем первенства Межнациональной хоккейной лиги. По окончании сезона стал первым выходцем из Казахстана, которого выбрали в первом раунде драфта НХЛ. Под общим 26 номером его зарезервировала одна из ведущих команд Национальной хоккейной лиги — Detroit Red Wings.
Несмотря на высокий номер выбора, Кузнецову пришлось пробиваться в основной состав команды через систему фарм-клубов. В 1996—2000 годах выступал за клубы Американской хоккейной лиги — Adirondack Red Wings и Cincinnati Mighty Ducks.
Сыграл первый матч в регулярном сезоне НХЛ 17 октября 2000 года в составе против «Сент-Луис Блюз». 16 декабря 2000 года забросил первую шайбу также в поединке против «Блюз».
В сезоне 2001/02 Кубок Стэнли завоевал «Детройт», в составе которого Кузнецов был игроком основного состава в регулярном чемпионате, но в плей-офф Кубка Стэнли не участвовал.
11 марта 2003 года был обменян в «Лос-Анджелес Кингз» вместе с Шоном Эйвери и правами выбора в первом и втором раундах драфта на Мэтью Шнайдера. Однако в составе Кузнецову закрепиться не удалось — сыграл только 19 встреч. Последний матч в НХЛ провёл 31 декабря 2003 года против «Финикс Койотис».
Осенью 2003 года Кузнецов пропустил тренировочную подготовку и начало сезона 2003/04 из-за отсутствия въездной визы в США. Причиной задержки с выдачей визы стала неуплата взноса за восстановление водительских прав в штате Нью-Йорк стоимостью 25 долларов, который надо было погасить после выплаты штрафа за нарушение ПДД в этом штате. По словам хоккеиста, он не знал о существовании подобного правила и попал в разряд неблагонадёжных мигрантов. Для ускорения получения американской визы Кузнецов был вынужден вначале въехать в Канаду и там по упрощённой схеме получать визу США. Финансовые потери Кузнецова от пропуска тренировок и игр составили около 100 тысяч долларов.
Всего за время выступления в НХЛ Кузнецов провёл 136 матчей, в которых забил 2 гола и сделал 8 голевых передач (10 очков), набрал 137 минут штрафа, показатель полезности −5.
Он также сыграл 206 матчей в Американской хоккейной лиге, забил 10 голов, сделал 27 голевых передач (37 очков), набрал 176 минут штрафа. В плей-офф АХЛ на счету Кузнецова 10 игр, 1 результативная передача (1 очко), 8 штрафных минут.
Всего в североамериканских хоккейных лигах Кузнецов выходил на лёд в 352 встречах.
7 июня 2004 во время локаута в НХЛ подписал контракт с московским «Динамо», которое в сезоне 2004/05 стало чемпионом России. 11 ноября 2004 подписал контракт со СКА. 3 мая 2005 заключил однолетнее соглашение с омским «Авангардом», в ноябре вернулся в СКА. В сезоне 2007/08 играл за чеховский «Витязь». Весной 2008 года подписал контракт с челябинским «Трактором», но из-за травм сыграл в сезоне 2008/2009 всего 10 матчей, после чего завершил спортивную карьеру.
В регулярных чемпионатах России выходил на лёд в 153 встречах, забил 8 голов, сделал 12 голевых передач (20 очков), набрал 279 минут штрафа. В играх плей-офф чемпионатов России провёл 7 матчей, очков за результативность не набирал, штрафных минут 4.

## Достижения
- Победитель чемпионата МХЛ 1994/95 в составе московского «Динамо».
- Серебряный призёр чемпионата МХЛ и обладатель Кубка МХЛ сезона 1995-96 в составе московского «Динамо».
- Обладатель Президентского Кубка НХЛ сезона 2001—2002 в составе Детройт Рэд Уингз.
- Обладатель Кубка Стэнли сезона 2001—2002 в составе Детройт Рэд Уингз.
- Победитель Чемпионата России по хоккею с шайбой 2004—2005 в составе московского «Динамо».